# Laurent Charlet
Laurent Charlet, né le 22 septembre 1955 à Paris, est un géochimiste français.
Professeur à l'université Joseph-Fourier, chercheur à l'institut des sciences de la Terre, il est spécialiste de géochimie environnementale, toxicité des métaux et des nanoparticules, en particulier dans les eaux et les sols.

## Biographie
Après des études d'agronomie, Laurent Charlet rejoint, en 1981, l'université de Californie, où il passe une thèse en physico-chimie des sols amazoniens. En 1986, il revient en Europe, en l'occurrence en Suisse, à l'Institut des sciences de l'eau de Zurich, puis à l'université de Berne.
En 1992, de retour en France, il intègre le Laboratoire de géophysique interne et tectonophysique (LGIT), devenu l'Institut des sciences de la Terre (Isterre), et obtient un poste de professeur à l'université Joseph-Fourier. Il mène plusieurs missions sur des questions de toxicité des métaux (arsenic en Inde et en Argentine ; mercure en Guyane) ; dans le cadre de ce dernier programme, à l'occasion de plusieurs séjours en forêt tropicale humide, il retrouve notamment les thèmes développés à l'occasion de sa thèse.
Il bénéficie d'une forte reconnaissance internationale[réf. nécessaire] pour son expertise sur les ressources en eau, le cycle réactif des contaminants et l'enjeu que cela représente en matière de santé publique.
Le 15 juin 2006, il a été nommé membre du comité scientifique international de la grotte de Lascaux.

## Distinctions et récompenses
Il a reçu la médaille d'argent du CNRS en 2007 pour ses recherches dans le domaine de la pollution des sols et des eaux. Il est membre sénior de l'Institut universitaire de France depuis 2009.